# Kozia Góra Krajeńska
Kozia Góra Krajeńska – osada w Polsce położona w województwie kujawsko-pomorskim, w powiecie nakielskim, w gminie Mrocza. Miejscowość wchodzi w skład sołectwa Kosowo
W latach 1975–1998 miejscowość należała administracyjnie do województwa bydgoskiego.
W miejscowości jest przystanek kolejowy Kozia Góra Krajeńska.
Zobacz też: Kozia Góra